# Shutman-See
Der Shutman-See (albanisch Liqeni i Shutmanit, serbisch Шутманско језеро Šutmansko jezero) ist einer der größten Gletscherseen im Sharr-Gebirge im Kosovo. Er befindet sich im Süden des Landes in der Gemeinde Dragash. Er liegt auf 2.070 Metern Höhe und ist 160 Meter lang, 100 Meter breit und einen Meter tief.